# Golfo de Amundsen

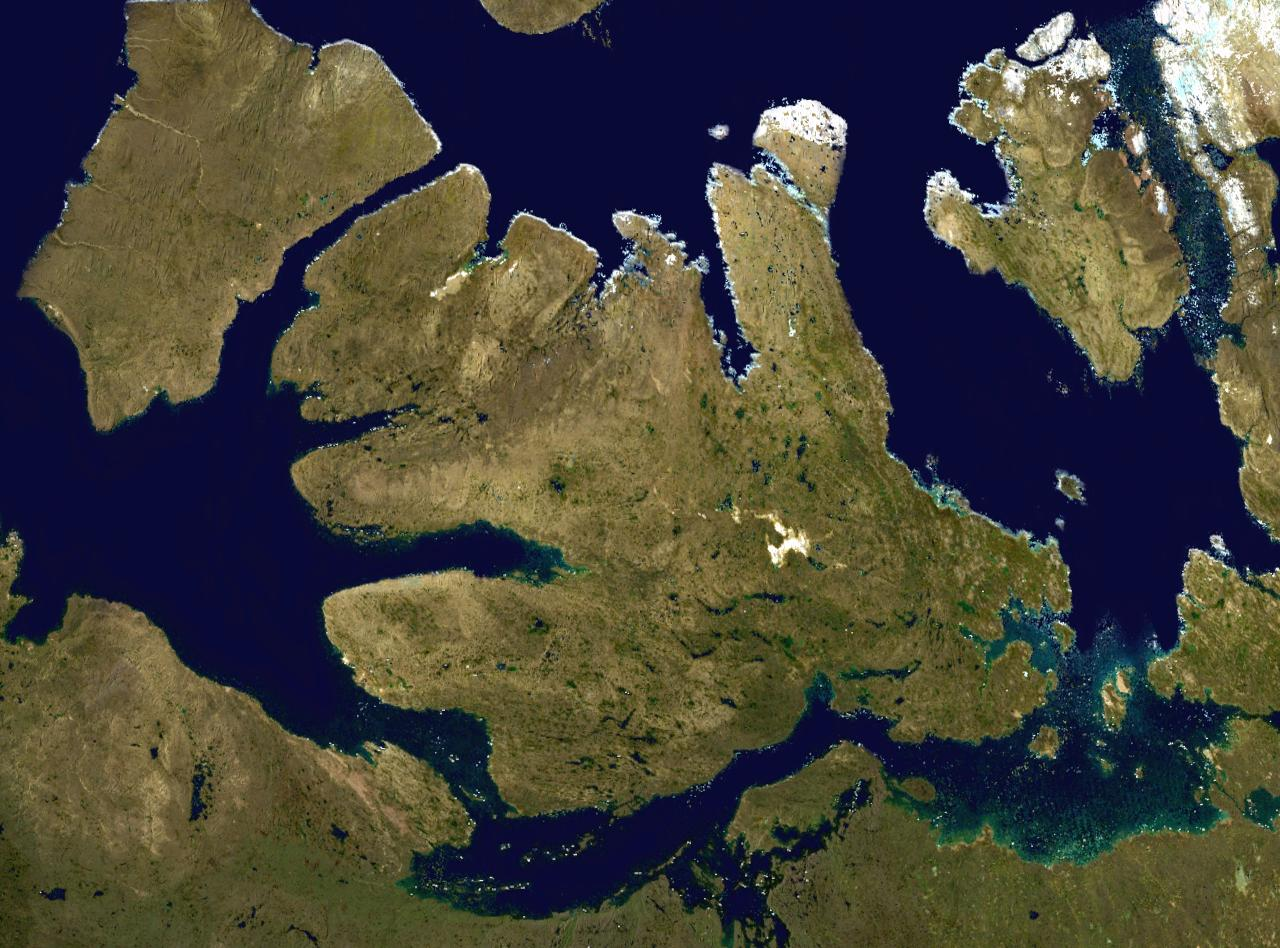
Foto de satélite de parte do golfo de Amundsen.

O golfo de Amundsen ("Amundsen Gulf") é um golfo localizado a sudoeste do mar de Beaufort, um dos braços do oceano Ártico.
O nome do acidente geográfico é uma homenagem ao explorador polar norueguês Roald Amundsen.